# Bewegung für die Autonomie Schlesiens
Die Bewegung für die Autonomie Schlesiens (poln. Ruch Autonomii Śląska, kurz RAŚ; schlonsakisch Ruch Autōnōmije Ślōnska) ist eine u. a. politische Regionalpartei der Schlesier in Polen, die nach der politischen Wende 1990 gegründet wurde. Vorsitzender der Bewegung ist derzeit Jerzy Gorzelik.

## Idee
An die reichen Traditionen der schlesischen Autonomie sowohl in der Zeit der Fürstentümer der Piasten, der preußischen Provinzen Schlesien, Nieder- und Oberschlesien, der Region als Teil von Österreich wie auch der Woiwodschaft Schlesien in der Zweiten Polnischen Republik anknüpfend, hat die Bewegung die Region Oberschlesien und die Schlesier als Bevölkerungsgruppe zum Objekt ihrer Politik gemacht. Ihr Ziel ist u. a. eine stärkere Selbstverwaltung der beiden oberschlesischen Woiwodschaften Schlesien und Oppeln.

## Geschichte
Die Bewegung für die Autonomie Schlesiens wurde im Januar 1990 von Rudolf Kołodziejczyk in Rybnik gegründet.
Seit 2010 war die RAŚ an der Koalition in der Regierung der Woiwodschaft Schlesien beteiligt. Die Zusammenarbeit mit der PO beendete die RAŚ im April 2013.

## Wahlergebnisse
Bei der ersten freien Sejmwahl 1991, bei der noch keine Sperrklausel galt, erreichte die Bewegung zwei Sitze. Kazimierz Świtoń (WK 36) und Paweł Musioł (WK 37) wurden beide in der Woiwodschaft Katowice gewählt.

### Sejmik der Woiwodschaft Schlesien
| Wahljahr | Stimmen | %      | Mandate |
| -------- | ------- | ------ | ------- |
| 2002     | 53.118  | 4,24 % | 0       |
| 2006     | 58.919  | 4,35 % | 0       |
| 2010     | 122.781 | 8,49 % | 3       |
| 2014     | 97.132  | 7,2 %  | 4       |
| 2018     | 54.092  | 3,1 %  | 0       |

Alle Ergebnisse von PKW.

## Kooperationen
In Deutschland existiert die Initiative der Autonomie Schlesiens e. V. (kurz IAS) in Würzburg und wurde unabhängig von der in Polen aktiven RAŚ gegründet. Am 17. Oktober 2009 unterzeichneten die deutsche IAS, die polnische RAŚ und das britische Silesian Autonomy Movement (kurz SAM) in Opole eine Kooperationsvereinbarung. Bei der letzten Vorstandssitzung hat die IAS eine Ergänzung der Satzung und im Vereinsnamen vorgenommen. Der Schwerpunkt der Initiative der kulturellen Autonomie Schlesiens e. V. (kurz IkAS) liegt in der historisch-politischen Aufarbeitung und Kulturarbeit.